# Quartier Sainte-Marguerite
Quartier Sainte-Marguerite är Paris 44:e administrativa distrikt, beläget i elfte arrondissementet. Distriktet är uppkallat efter kyrkan Sainte-Marguerite.
Elfte arrondissementet består även av distrikten Folie-Méricourt, Saint-Ambroise och Roquette.

## Sevärdheter
- Sainte-Marguerite
- Jardin Émile-Gallé
- Square des Jardiniers
- Impasse des Jardiniers

## Bilder
| - De fyra administrativa distrikten i Paris elfte arrondissement. - Jardin Émile-Gallé. - Square des Jardiniers. - Impasse des Jardiniers. |

## Kommunikationer
- Tunnelbana – linje  – Rue des Boulets